# Perruche tricolore
Alisterus amboinensis
Espèce
Statut de conservation UICN

 LC  : Préoccupation mineure
Statut CITES
La Perruche tricolore (Alisterus amboinensis) est une espèce d'oiseau appartenant à la famille des Psittaculidae.

## Description
Cet oiseau mesure environ 37 cm de long. Il est proche de la perruche royale. La coloration générale du plumage est rouge et verte, voire bleue. Il n’existe pas de dimorphisme sexuel chez cette espèce. La couleur de leurs mandibules sont rouge sur le haut et brun/noir sur le bas. Leurs ailes sont de couleur verte. Leur queue est de couleur bleue/mauve. Leurs yeux sont orange pour les adultes et brun foncé pour les juvéniles. Leur tête est de couleur rouge. Ils vivent entre 30  à   40 ans.

## Répartition et sous-espèces
La perruche tricolore est représentée par six sous-espèces qui se différencient nettement par leurs colorations respectives.
- A. a. hypophonius (Müller, 1843) — Halmahera ;
- A. a. sulaensis (Reichenow, 1881) — îles Sula ;
- A. a. versicolor Neumann, 1939 — Peleng ;
- A. a. buruensis (Salvadori, 1876) — Buru ;
- A. a. amboinensis (Linné, 1766) — Boano, Ambon et Céram ;
- A. a. dorsalis (Quoy & Gaimard, 1932) — nord-ouest de la Nouvelle-Guinée occidentale.

## Habitat
Cet oiseau vit dans les forêts de plaine et de montagne jusqu'à 1 400 m d'altitude.

## Répartition
Cette espèce vit sur l'archipel des Moluques (Halmahera, Sula, Buru, Céram, Misool) et en Nouvelle-Guinée occidentale. Ces oiseaux sont observés dans les forêts denses et humides. Cette espèce est aussi sédentaire, et ne migre donc pas.

## Comportement
Silencieuse et discrète, cette espèce vit cachée en solitaire ou en couple.

## Alimentation
Leur alimentation est constituée de graines, de fruits, de baies, de feuilles, de fleurs, parfois des insectes.

## Reproduction
Cette espèce pond trois oeufs par nichée et la durée d'incubation est de 21 jours. Les oisillons sortent du nid à partir de huit ou neuf semaines.